# NGC 1468
NGC 1468 (również PGC 14004) – galaktyka eliptyczna (E-S0), znajdująca się w gwiazdozbiorze Erydanu. Odkrył ją Édouard Jean-Marie Stephan 19 grudnia 1881 roku.